# Cajanus reticulatus
Cajanus reticulatus là một loài thực vật có hoa trong họ Đậu. Loài này được (Dryand.) F.Muell. miêu tả khoa học đầu tiên.